# Saint-Cyprien (Pirineos Orientales)
San Cipriano del Rosellón (en francés, Saint-Cyprien; en catalán, Sant Cebrià de Rosselló) es una pequeña localidad y comuna francesa, situada en el departamento de los Pirineos Orientales, región de Occitania y comarca histórica del Rosellón.
Sus habitantes reciben el gentilicio de cyprianencs.

## Toponimia
El nombre del pueblo, San Cipriano del Rosellón, procede de la advocación de su parroquia, dedicada a San Cipriano, (ca. 200-258), obispo de Cartago, Padre y Doctor de la Iglesia y mártir durante la persecución de Valeriano.

## Geografía
San Cipriano del Rosellón se encuentra a 6 m s. n. m. y a 1 kilómetro de la costa mediterránea, al este de Perpiñán. Su extremo norte está marcado por los humedales del Estanque de San Nazarí, mientras que por el sur se aproxima al curso del río Tet, en una zona de antiguos humedales, ahora ganados para la agricultura.
El término municipal de San Cipriano, con una extensión de 158.000 ha, se ubica en la llanura rosellonesa. La villa se encuentra al pie de la colina dels Aspres de Sant Cebrià (o Aspres dels Roures), justo donde comienza la zona de antiguos humedales, todavía en proceso de estabilización en algunos lugares. La playa de Sant Cebrià, larga y delgada, es el cordón que permite ir ganando para prados y agricultura la zona de salobres y estanques que se encuentran tanto en el norte como en el sur del término. Entre los estanques desaparecidos o en proceso de desaparición se encuentran el Agual (ahora el barrio de San Cipriano de Playa) y los Gorgs, o Gorgs de les Criolles (junto a donde ahora se erige San Cipriano Sur). El único estanque que se conserva es el de San Cipriano.

## Historia

### Edad Antigua
El 118 en JC aparecen los primeros vestigios de San Cipriano del Rosellón, la Villa Salix, en medio de marismas y zonas arenosas, no muy lejos del actual núcleo de población. Era un puerto anexo a la antigua Illiberis (renombrada como Helena en el siglo IV, bajo el emperador Constantino, y después Elna). Una vía de lazo romano hallada en el subsuelo confirma los intercambios comerciales entre estas dos poblaciones. Elna se convirtió en sede del obispado en el siglo VI. En 915 aparece por primera vez el nombre de Sant Cebrià, en honor al obispo mártir Cipriano de Cartago. A esta villa estaba ligado el nombre de Vila-rasa, y en el 928 se asocia a una capilla dedicada a San Esteban.

### Edad Media
San Cipriano del Rosellón era conocido como Sallix (Sallix alio nomine Sancti Cipriani) en 991, es mencionado a la vez como Sant Cebrià en el vernacular de la época en unos intercambios entre el monasterio de San Esteban y el obispo de Elna en otros documentos del 951 y del mismo 991; empero, Francisco Monsalvatje y Fossas en el s. xx reporta estos intercambios bajo el nombre de "San Cipriano."  En los siglos XI y XII poseían el castillo de San Cipriano los señores que lucían ese mismo apellido: Sant Cebrià. Se conservan varios documentos de donaciones, entre otros: en 1124 Berenguer de Sant Cebrià partía hacia Tierra Santa, y en 1142 es mencionado Arnau Ponç de Sant Cebrià. Entre finales del siglo XII y los primeros del XIII fueron los obispos de Elna, Guillem de Ceret y Guillem d'Hortafà, quienes se hicieron con la posesión del castillo de San Cipriano, que al poco infeudaba el castillo y el lugar de San Cipriano en la familia Urtx aunque el obispo mantenía su señorío, que no cambió de manos hasta la caída del Antiguo Régimen. La población se mantuvo bastante estable en este período. En 1451 todavía es mencionada como Sant Cebrià dels Says.

### Edad Moderna
Cuando, en 1627, el Rosellón y la Cerdaña pidieron a Felipe IV su independencia de Cataluña, la pugna resultó en que a algunos ciudadanos perpiñeses Barcelona les embargase sus bienes, motines civiles en Rosellón, y el embargo de pertenencias de barceloneses en San Cipriano y lugares vecinos.

### Edad Contemporánea
Al término de la guerra civil española (1936-1939), el gobierno francés emplazó el campo de San Cipriano para acoger exiliados republicanos. Entre los reclusos en campo de concentración se encontró, por ejemplo, Marcelino Bilbao, quien infructuosamente intentó escapar. Acogió el campo a 30 000 refugiados, y para descongestionarlo se creó el campo del Barcarès, unos kilómetros más al norte. En julio de 1977 el ayuntamiento de San Cipriano del Rosellón fue sitio del acuerdo de la Comisión Negociadora que llevó al restablecimiento de la Generalidad de Cataluña más tarde ese año.

## Demografía
| 1 854 | 2 592 | 3 012 | 4 405 | 6 892 | 8 573 |
| Para los censos de 1962 a 1999 la población legal corresponde a la población sin duplicidades (Fuente: INSEE [Consultar]) |       |       |       |       |       |

## Personalidades relacionadas con la comuna
- François Desnoyer